# Brassica villosa drepanensis
Il cavolo di roccia (Brassica villosa subsp. drepanensis (Caruel) Raimondo e Mazzola, 1997) è una pianta appartenente alla famiglia delle Brassicaceae, endemica della Sicilia.

## Descrizione
È una pianta perenne, camefita suffruticosa, alta 30–60 cm, ricoperta da una densa peluria biancastra.
Il fusto, legnoso alla base, ha foglie inferiori lirato-lobate con margine dentato e foglie superiori lanceolate con margine intero.
I fiori hanno petali di colore giallo pallido riuniti in infiorescenze racemose. Fioritura: febbraio-aprile.
Il frutto è una siliqua a sezione quadrangolare.

## Distribuzione e habitat
È un endemismo puntiforme del distretto drepano-panormita, esclusivo del Monte Cofano e dello Zingaro.
Predilige gli ambienti costieri rupestri, ad un'altitudine da 0 a 600 m.